# Emily Alyn Lind
Emily Alyn Lind (ur. 6 maja 2002) – amerykańska aktorka, która wystąpiła m.in. w filmach Opiekunka, Doktor Sen i Każdy twój oddech. Siostra Natalie i Alyvii - również aktorek.

## Filmografia
| Rok  | Tytuł                                            | Rola               | Uwagi          |
| ---- | ------------------------------------------------ | ------------------ | -------------- |
| 2008 | Sekretne życie pszczół                           | mała Lily Owens    |                |
| 2009 | Wkraczając w pustkę                              | mała Linda         |                |
| 2010 | Blood Done Sign My Name                          | Julie Tyson        |                |
| 2011 | J. Edgar                                         | Shirley Temple     |                |
| 2012 | Bez kompromisów                                  | Malia Fitzpatrick  |                |
| 2013 | The Haunting in Connecticut 2: Ghosts of Georgia | Heidi Wyrick       |                |
| 2013 | Amerykańska kolęda                               | młoda Cindy        |                |
| 2013 | Movie 43                                         | Birthday Girl      | segment Beezel |
| 2014 | Jackie i Ryan                                    | Lia                |                |
| 2014 | Mockingbird                                      | Abby               |                |
| 2015 | Hidden                                           | Zoe                |                |
| 2016 | Kiedy gasną światła                              | nastoletnia Sophie |                |
| 2017 | Opiekunka                                        | Melanie            |                |
| 2018 | Replikanci                                       | Sophie Foster      |                |
| 2019 | Doktor Sen                                       | Snakebite Andi     |                |
| 2020 | Opiekunka: Demoniczna królowa                    | Melanie            |                |
| 2021 | Każdy twój oddech                                | Daphne             |                |
| 2024 | Pogromcy duchów: Imperium lodu                   | Melody             |                |

### Telewizja
| Rok       | Tytuł                            | Rola                 | Uwagi          |
| --------- | -------------------------------- | -------------------- | -------------- |
| 2009      | Days of Our Lives                | Grace                | 1 odc.         |
| 2009      | Eastwick                         | Emily Gardener       | 5 odc.         |
| 2010      | Kim jest Clark Rockefeller?      | Reigh „Snooks” Boss  | film TV        |
| 2010      | Medium                           | sześciolatka         | 1 odc.         |
| 2010      | Wszystkie moje dzieci            | Emma Lavery          | 16 odc.        |
| 2010      | Punkt krytyczny                  | mała Alexis          | 1 odc.         |
| 2010      | Zabójcze umysły                  | Ana Brooks           | 1 odc.         |
| 2010      | November Christmas               | Vanessa Marks        | film TV        |
| 2010      | Sundays at Tiffany's             | mała Jane Claremont  | film TV        |
| 2011      | Prep & Landing: Naughty vs. Nice | Grace Goodwin (głos) | krótkomer.     |
| 2011–2015 | Zemsta                           | młoda Amanda Clarke  | 17 odc.        |
| 2012      | Beautiful People                 | Tina                 | film TV        |
| 2012      | Hawaii Five-0                    | Lucy                 | 1 odc.         |
| 2013      | Dear Dumb Diary                  | Jamie Kelly          | film TV        |
| 2014      | Podmiejski czyściec              | Nadia Nergen         | 1 odc.         |
| 2014      | Gry umysłu                       | Della                | 1 odc.         |
| 2015–2018 | Code Black: Stan krytyczny       | Ariel                | 17 odc.        |
| 2016      | Rush Hour                        | Cristin Sanders      | 1 odc.         |
| 2019      | (Future) Cult Classic            | Bree                 | film TV        |
| 2020      | Sacred Lies                      | Jolene Drygulski     | w gł. obsadzie |
| 2021      | Gossip Girl                      | Audrey Hope          | w gł. obsadzie |